# Chiara Bazzoni
Chiara Bazzoni (ur. 5 lipca 1984 w Arezzo) – włoska lekkoatletka, sprinterka.
Specjalizuje się w biegu na 400 metrów. Zdobyła brązowy medal w sztafecie 4 × 400 metrów (w składzie: Bazzoni, Marta Milani, Maria Enrica Spacca i Libania Grenot) na mistrzostwach Europy w 2010 w Barcelonie (po dyskwalifikacji z powodu dopingu sztafety rosyjskiej). Na halowych mistrzostwach Europy w 2011 w Paryżu zajęła 4. miejsce w tej konkurencji. Odpadła w eliminacjach sztafety 4 × 400 metrów na mistrzostwach świata w 2011 w Daegu, a także w biegu na 400 metrów i sztafecie 4 × 400 metrów na mistrzostwach Europy w 2012 w Helsinkach. Wystąpiła w sztafecie 4 × 400 metrów na igrzyskach olimpijskich w 2012 w Londynie, ale odpadła w eliminacjach. Odpadła w eliminacjach biegu na 400 metrów na halowych mistrzostwach Europy w 2013 w Göteborgu.
Zwyciężyła w biegu na 400 metrów i w sztafecie 4 × 400 metrów (w składzie: Spacca, Elena Maria Bonfanti, Maria Benedicta Chigbolu i Bazzani) na igrzyskach śródziemnomorskich w 2013 w Mersin. Odpadła w półfinale biegu na 400 metrów na mistrzostwach świata w 2013 w Moskwie, a sztafeta 4 × 400 metrów z jej udziałem została w finale zdyskwalifikowana. Odpadła w eliminacjach sztafety 4 × 400 metrów na halowych mistrzostwach świata w 2014 w Sopocie.
Na mistrzostwach Europy w 2014 w Zurychu odpadła w półfinale biegu na 400 metrów i zajęła 7. miejsce w finale sztafety4 × 400 metrów. Odpadła w eliminacjach biegu na 400 metrów na halowych mistrzostwach Europy w 2015 w Pradze i w eliminacjach sztafety sztafety4 × 400 metrów na mistrzostwach świata w 2015 w Pekinie.
Zdobyła brązowy medal w sztafecie 4 × 400 metrów (w składzie: Chigbolu, Spacca, Bazzoni i Grenot) na mistrzostwach Europy w 2016 w Amsterdamie. Była rezerwową zawodniczką w tej konkurencji na igrzyskach olimpijskich w 2016 w Rio de Janeiro. Na halowych mistrzostwach świata w 2018 w Birmingham zajęła 5. miejsce w sztafecie 4 × 400 metrów.
Zdobyła brązowy medal w sztafecie 4 × 400 metrów (w składzie: Raphaela Lukudo, Ayomide Folorunso, Bazzoni i Milani) na halowych mistrzostwach Europy w 2019.
Bazzoni była mistrzynią Włoch w biegu na 400 metrów w 2013 oraz w sztafecie 4 × 400 metrów w latach 2008, 2009, 2011–2015, 2017 i 2018, a w hali była mistrzynią swego kraju w biegu na 400 metrów w latach 2013–2015 oraz w sztafecie 4 × 200 metrów w 2015.
Jest byłą rekordzistką Włoch w sztafecie 4 × 400 metrów na otwartym stadionie z czasem 3:25,71 (1 sierpnia 2010 w Barcelonie) i w hali z wynikiem 3:31,55 (4 marca 2018 w Birmingham).
Rekordy życiowe Bazzoni:
- bieg na 400 metrów  – 52,06 (28 czerwca 2013, Mersin)
- bieg na 400 metrów (hala) – 53,44 (23 lutego 2014, Ankona)